# Midgårdsskolan
Midgårdsskolan är en kommunal gymnasieskola i Umeå. Den ligger i Umestan, delvis i regementets gamla lokaler.

## Lokaler
Midgårdsskolan har sin grund i den gamla Mimerskolan (tidigare Centrala gymnasieskolan), belägen i Umeå centrum. När Mimerskolans lokaler blivit alltför slitna och inte passade för verksamheten byggdes nya lokaler på Umestan, dit verksamheten flyttades 2002. Där finns specialdesignade lokaler för filmproduktion, dans, teater och särskilt musik. Eftersom lokalerna delas med kommunala musikskolan finns flera orkestersalar, ensemblerum och enskilda övningsrum som musikeleverna har tillgång till.
Speciella rum för musikproduktion finns inredda, och en musikstudio finns också att tillgå för eleverna. Skolans aula, Valhalla, används som konsertlokal för skolan, men kan hyras även av utomstående. Aulan har ett särskilt system för varierbar akustik som bara finns på ett fåtal andra platser i Sverige.
Skolan har även speciella lokaler för de andra estetiska programmen, bland annat foto- och filmstudio, flera dans- och teatersalar, redigeringsrum och en ateljé. 

## Indelning
Skolan är uppdelad i åtta olika delar (hus). Varje program har ett hus där dess elever håller till mest, och där de har sina skåp.
- A-huset hyser Samhällsvetenskapsprogrammet. Här finns även administration, studie- och yrkesvägledare, skolans reception, kafeteria och bibliotek.
- B-huset hyser Estetiska programmet med inriktning musik och Estetiska programmet med inriktning bild.
- C-huset hyser skolans aula Valhalla.
- D-huset hyser Estetiska programmet med inriktning dans och Estetiska programmet med inriktning teater
- E-huset hyser Naturvetenskapsprogrammet, Estetiska programmet med inriktning estetik och media, och Introduktionsprogram.
- F-huset hyser skolans idrottshall.

- Hus 10 hyser Vård- och omsorgsprogrammet, kuratorer och skolsköterska.
- Hus 17 hyser Restaurang- och livsmedelsprogrammet, anpassat gymnasium (tidigare kallad gymnasiesärskolan), skolsköterska, specialpedagog, elevkonsulent och stödpedagog.

## Kända personer som varit elever på Midgårdsskolan
- William Spetz
- Carolina Miskovsky
- Clara Lidström
- Simon Forsberg
- Daniel Lindström
- Tove Styrke